# Charity Kase
Charity Kase, nombre artístico de Harry Whitfield, es un artista drag inglesa, concursante de la tercera temporada de RuPaul's Drag Race UK.

## Primeros años
Whitfield se crio en Rufford, Lancashire. Le gustaba el diseño y el maquillaje cuando era niño. Durante su adolescencia, exploró su creatividad vistiendo disfraces en Liverpool y Manchester.

## Carrera
Charity Kase trabajó en el club londinense The Box, a partir de 2018. Compitió en la tercera temporada de RuPaul's Drag Race UK. En 2021, Harvey Day de la BBC dijo que estaba "firmemente establecida como una de las drag queens más atrevidas del este de Londres, con cientos de miles de seguidores en Instagram". Según Day, Charity es "conocida por su apariencia extravagante, escandalosa y exagerada".
Charity Kase se asoció con Wildcat Gin en 2021 para promover un nuevo sabor de ginebra. En 2023, Charity Kase y Anubis Finch anunciaron una gira de 11 fechas, llamada The Nightmares Before Christmas Tour.

## Vida personal
Whitfield reside actualmente en Londres.
Charity Kase es "hija drag" de Raja, quien ganó la tercera temporada de RuPaul's Drag Race. Charity se convirtió en la tercera concursante en la historia de Drag Race, y la primera de Drag Race UK, en revelar que vivía con VIH, siendo precedida por Ongina y Trinity K. Bonet.

## Filmografía

### Cine
- Peter Pan's Neverland Nightmare (2024)

### Televisión
- RuPaul's Drag Race UK (3ª temporada)